# 원연
원연(元埏, 1543년~?)은 조선시대 중기의 의병장으로, 정유재란 때 전사하였다. 지중추부사 삼도수군통제사 원균의 동생이다.

## 생애사
원연은 1543년 병마절도사 증 의정부영의정에 추증된 원준량과  양성지의 후손 양희증(梁希曾)의 딸 남원 양씨의 아들로 경기도 평택군 평택읍에서 태어났다. 후에 삼도수군통제사를 지내는 원균은 그의 형이다. 1567년(선조 즉위년) 사마시(司馬試)에 합격한 후 관직에 나가지 않고 향리에 은거하다가 1592년(선조 25) 임진왜란 당시 의병을 일으켜 왜적과 싸워 공을 세웠다. 그 뒤 1597년(선조 30) 정유재란 때에는 적성현감을 제수받았으며 그해 조선을 재침한 왜적과 싸우다 전사하였다.
말이 감당을 못할 정도로 비만인 탓에 말을 못 타는 형 원균과는 정반대로 기병의 달인이었다(원균이 고도비만인 탓에 말을 못탔다는둥 육군지휘를 못했다는둥 하는 말은 야사이다.선조는 원균에게 2번이나 말을 하사하기도 했으며, 원균은 경상우수사 이후에 충청병사,전라병사를 역임하기도 했다)소규모 기병을 이끌고 왜군 여기저기를 휘저은 뒤 골짜기 같이 폐쇄적인 지형으로 유인해서 매복된 궁병으로 왜군을 초토화시키는 전술을 주로 사용했다.

## 가족 관계
- 고조부 : 원몽(元蒙, 1419년 ~ ?, 기일은 1월 29일, 증 통훈대부 군자감정에 추증)
  - 증조부 : 원숙정(元叔貞, 기일은 7월 26일, 통정대부 형조참의에 추증)
    - 종조부 : 원건(元健, 생원시에 입격하고 교수역임)
    - 할아버지 : 원임(元任, 증 가선대부 호조참판에 추증)
      - 양 아버지 : 원수량(元遂良), 백부이자, 양부
        - 부인 : ?
          - 아들 : 원사립(元士立, 1569년 ~ 1610년, 동생 원전에게 양자로 출계)

      - 숙부 : 원국량(元國良), 직장
      - 친 아버지 : 원준량(元俊良, 군인)
      - 친 어머니 : 남원 양씨, 양성지의 후손
        - 형 : 원균(元均,  음력 1월 5일 ~ 1597년 음력 6월 19일)
        - 형수 : 파평윤씨(坡平尹氏, 1546년 ~ 1642년 9월 16일)
          - 조카 : 원사웅(元士雄, 1575년 ~ 1597년(?))

        - 동생 : 원용(元墉)
        - 동생 : 원전(元塼, ? ~ 1597년, 원균의 동생이자 부장. 칠천량 전투에서 전사.)
        - 동생 : 원지(元地)
        - 동생 : 원곤(元坤)
        - 동생 : 원감(元堪)
        - 동생 : 원해(元垓)

## 같이 보기
- 원균
- 원준량
- 원사웅